# 斎藤渉
斎藤 渉（さいとう わたる、1983年 - ）は日本の映像ディレクター。

## 人物
2007年、映像制作会社MAZRIに入社。25歳から映像ディレクターとしてCM、ミュージックビデオ、LIVE映像、TV番組のタイトルムービーなどの映像演出を行う。2012年に独立。

## 作品

### 広告
- Music of THE TRIPLE
- 実りベーカリー スペシャルムービー
- 阪急三番街TVCM “3BANGUY”編
- 阪急三番街バーゲン TVCM
- マイナビウエディングCM / あふれる想い編・ふたりのワガママ編
- Aerobic Gymnastics × Shaving / Philips Extreme Shaving Tournament
- BMX × Shaving / Philips Extreme Shaving Tournament
- SONY / High-Resolution Audio
- SHEL’TTER web store TVCM
- HONDA“S660 micro TEST DRIVE” WEBムービー
- HONDA 「ジョルノ」 TV-CM＆Web-CM
- Honda原付×忘れらんねえよ「青春はスマートじゃない。走れ。」篇 TVCM
- ブルボン / フェットチーネグミ コーラ味「ハズむ新世代」篇
- Namie Amuro “Anything” for Google Chrome
- BRAVIA / 4Kプロモーションムービー 「北川景子 4K PROJECT」
- 氷結 アイススムージー / 「チューチュー体操」篇 webムービー
- 氷結 あたらしくいこう WEB限定スペシャルムービー「さかなクン×スカパラ」
- 氷結 あたらしくいこう WEB限定スペシャルムービー「志村けん×スカパラ」
- KIRIN 旅する氷結 / ”高橋一生のTaste The World” WEBムービー
- RIP SLYME × GU「G.PAPER」Web CM
- マクドナルド TV-CM / マックシェイク「空とぶ巨峰」篇
- マクドナルド ハッピーセットTVCM魔法つかいプリキュア！「プリキュア大変身！」篇
- アクサダイレクト「テレマティクス保険で目指す未来」 コンセプトムービー
- LAWSONマチカフェ 新作ブレンドコーヒー登場記念！田辺誠一さんコラボ動画
- AbemaTV TVCM / 「若槻千夏 チャンネル多すぎ篇」
- 池井戸潤原作 テレビ朝日 金曜ナイトドラマ『民王』エンディングムービー
- Samantha Thavasa TVCM / ハリスツイード編
- 『BEYOND THE DREAM』 presented by 有馬記念
- Brother TVCM / PRIVIO 「あなたにぴったり」年賀状篇
- bitFlyer / ビットコインはbitFlyer～みんなでダンス編～
- bitFlyer / ビットコインはbitFlyer～世界は回る編～
- パナソニック / レッツノートXZシリーズ CM
- ロッテ / 2年F組 Fit’s組 WEBムービー
- ブルボン / フェットチーネグミ ハード TVCM
- ベンザブロックプラス / 「かぜぐすリリック」PV
- 花王 ワイドハイター / あるとないとじゃ・バラ篇 TVCM
- SUNSTAR Ora2 me / デビュー編 TVCM
- SUNSTAR Ora2 me / マウスウォッシュ編 TVCM
- SUNSTAR Ora2 PREMIUM TVCM
- SUNSTAR Ora2 me / 女の子のためのハブラシ編 TVCM

### ミュージックビデオ
- 安室奈美恵「Anything」
- 家入レオ「サブリナ」「Shine」「Bless You」「Message」「君に届け」
- VAMPS「INSIDE OF ME」
- WEAVER「笑顔の合図」
- AKB48「昨日よりもっと好き」「Bガーデン」「誰かが投げたボール」
- NMB48「夏の催眠術」
- lol「boyfriend」
- Orange Caramel「やさしい悪魔」「ラムのラブソング」「クッキークリーム&ミント」
- 関ジャニ∞「CloveR」
- がんばれ!Victory「ラリラリラ」
- 9mm Parabellum Bullet 「生命のワルツ」
- GLAY「百花繚乱」「空が青空であるために」
- 桑田佳祐「オアシスと果樹園」
- ゲスの極み乙女。「ラスカ」「デジタルモグラ」
- 欅坂46「山手線」
- 剛力彩芽「友達より大事な人」「あなたの100の嫌いなところ」「相合傘」
- ザ・クロマニヨンズ「雷雨決行」
- THE BACK HORN「閉ざされた世界」「ビリーバーズ」
- シシド・カフカ「朝までsugar me」「Get up！」
- ジャニーズWEST「	ラッキィスペシャル」
- 私立恵比寿中学「夏だぜジョニー」
- SCANDAL「OVER DRIVE」「プレイボーイ」
- Superfly「Alright!!」「タマシイレボリューション」「Beep!!」
- SKY-HI「トリックスター」「スマイルドロップ」「Limo」「カミツレベルベット」「Seaside Bound」「アイリスライト」「クロノグラフ」「ナナイロホリデー」「アドベンチャー」
- SPYAIR「LIAR」「THIS IS HOW WE ROCK」
- DISH//「ギブミーチョコレート！」「I Can Hear」「晴れるYA!」「いつかはメリークリスマス」「FREAK SHOW」「サイショの恋〜モテたくて〜」「変顔でバイバイ!!」「イエ〜ィ!!☆夏休み」「俺たちルーキーズ」「HIGH-VOLTAGE DANCER」
- DOES「ジャック・ナイフ」
- TOKIO「リリック」
- NICO Touches the Walls「渦と渦」
- Hundred Percent Free「十五夜クライシス〜君に逢いたい〜」
- V6「ROCK YOUR SOUL」
- Heavenstamp「Wake up」「Morning glow」「Hype」「Stand by you」
- 三浦大知「music」
- miwa「FRiDAY-MA-MAGiC」「ストレスフリー」
- mudy on the 昨晩「PERSON! PERSON!!」「PANIC ATTACK」
- ももいろクローバーZ「猛烈宇宙交響曲・第七楽章「無限の愛」」
- RIP SLYME「SLY」「ジャングルフィーバー」「JUMP with chay」「Check This Out」
- U-KISS「Stay Gold」